# Kentucky Rain
Kentucky Rain – piosenka napisana przez Eddiego Rabbitta i Dicka Hearda, a nagrana przez Elvisa Presleya. Jest to singiel z 1970 roku. Nagrany w American Sound Studio. Swoją własną  wersję tej piosenki nagrał w 1978 roku Eddie Rabbitt.

## Historia
Elvis nagrał singiel podczas dwutygodniowej sesji w American Sound Studio w Memphis. Opublikowany 29 stycznia, 1970 roku, dzięki "My Little Friend". Początkowo miał nie być dodany do żadnej płyty wykonawcy, pierwszy raz został wpisany do Worldwide 50 Gold Award Hits Vol. 1.

## Listy przebojów
Singiel osiągnął 16 miejsce na liście Billboard w 9-tygodniowym wyścigu. 6 miejsce w Kanadzie, 21 miejsce w Wielkiej Brytanii, 7 na liście Go-Set w Australii oraz 12 miejsce na liście Record World w Stanach Zjednoczonych.